# Alte Burg (Nörvenich)

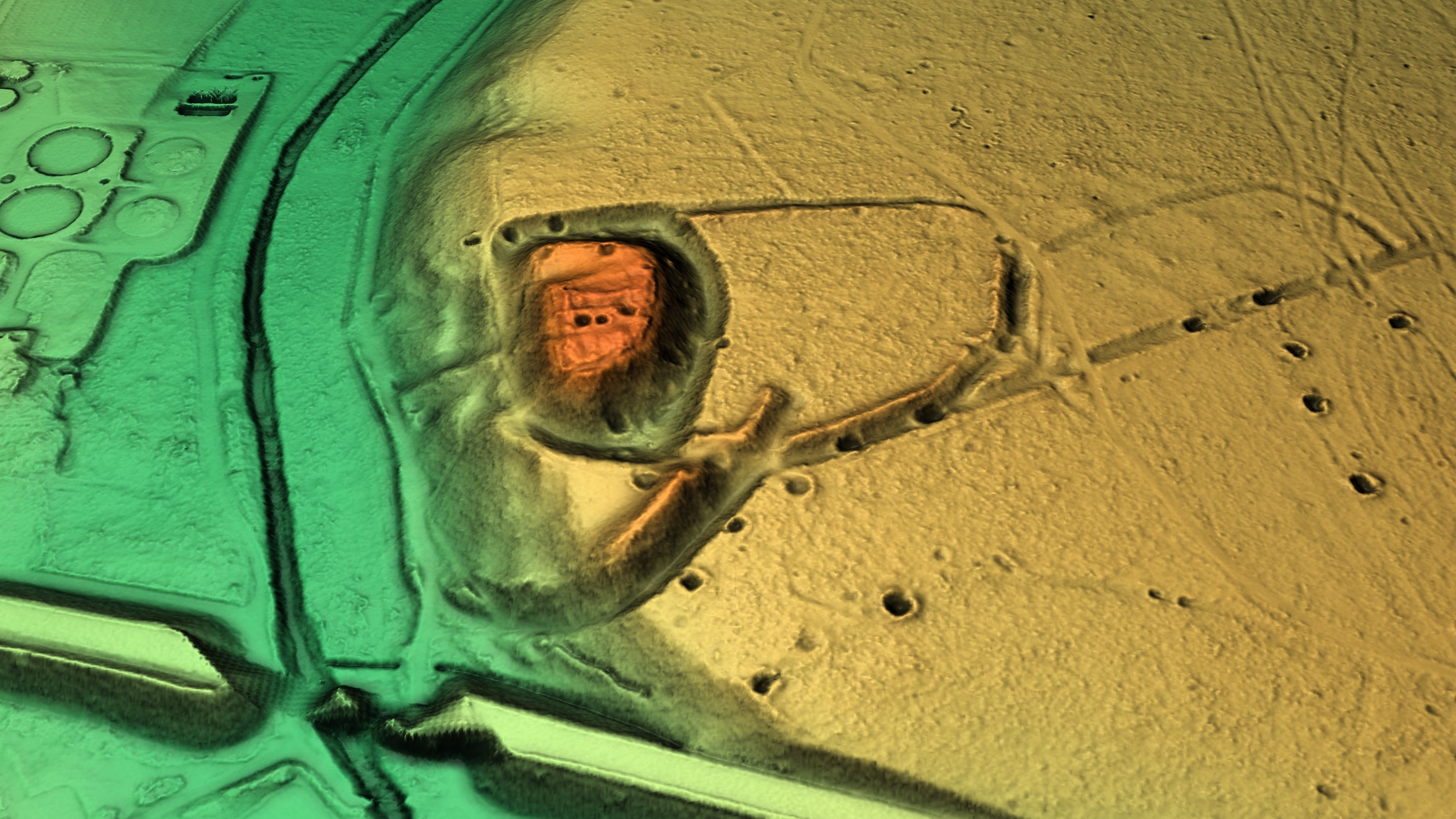
3D-Ansicht des digitalen Geländemodells

Die Alte Burg, auch Versunkene Burg genannt, ist die Ruine einer Höhenburg vom Typus einer Turmhügelburg (Motte) im Wald bei Nörvenich im nordrhein-westfälischen Kreis Düren. Ihre Reste liegen etwa 500 Meter nördlich von Nörvenich am Steilhang des Neffelbaches, einer tektonischen Setzung.

## Beschreibung
Bei der Burganlage handelt es sich um eine sogenannte Großmotte. Die Hauptburg war in Stein ausgebaut und muss noch im 13. Jahrhundert bewohnt gewesen sein. Als Burgherr wird Hermann IV. von Saffenberg erwähnt.
Die Burg war etwa 60 mal 35 Meter groß. Ein etwa 25 bis 30 Meter breiter und zehn Meter tiefer Graben trennte die hufeisenförmig vorgelagerte Vorburg von der Hauptburg. Die Vorburg mit ihren sechs bis acht Meter breiten Wällen und Gräben lag fünf Meter tiefer als die Hauptburg. In der längsten Ausdehnung maß die Vorburg etwa 100 Meter, vor dem Hauptburggraben in der Breite rund 90 Meter, in der Mitte rund 70 Meter.
Heute sind nur noch einige Mauerreste vorhanden. Die Anlage wurde am 3. Januar 1986 in die Liste der Bodendenkmäler in Nörvenich unter Nr. 4 eingetragen.

## Besitzer der Burg

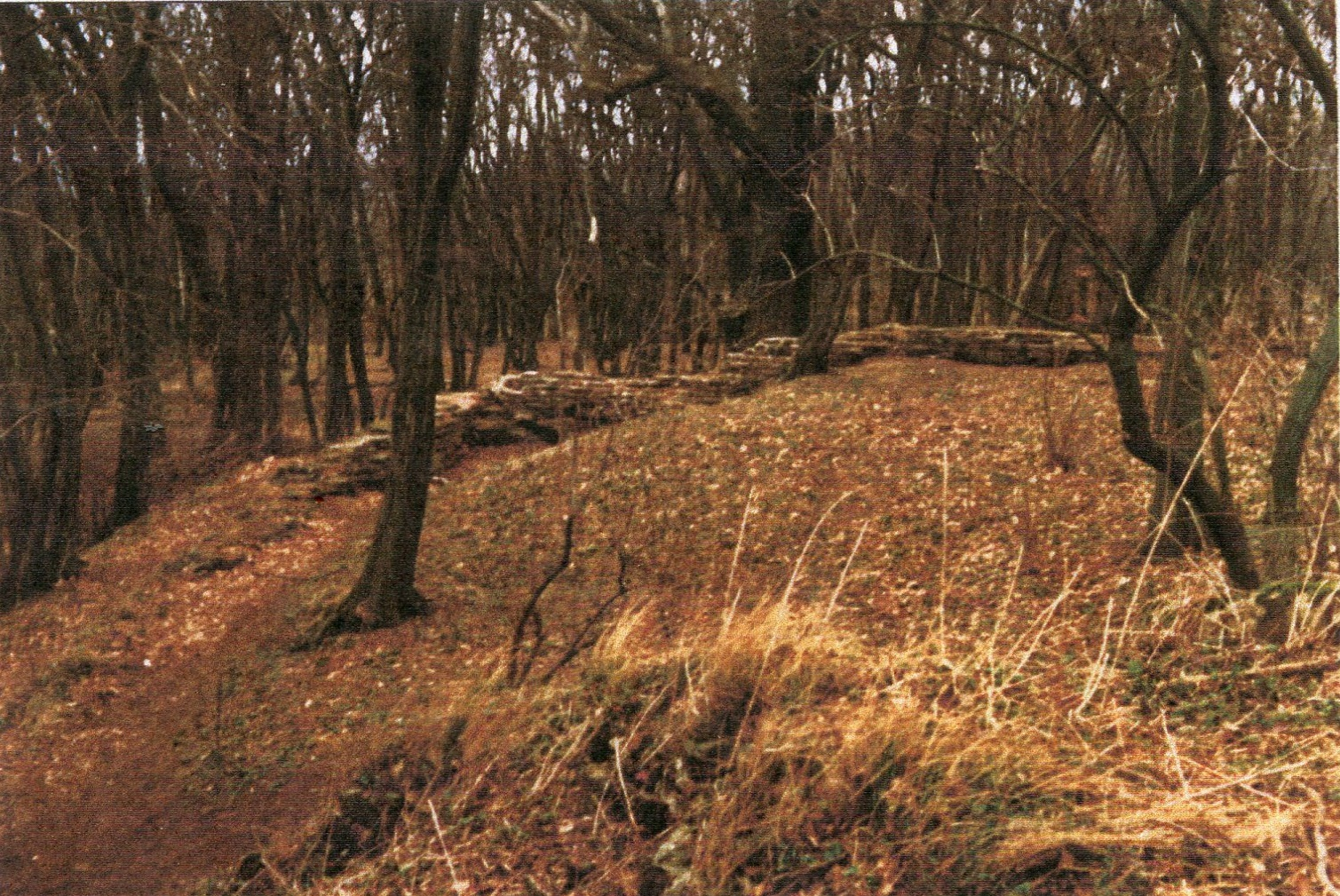
Reste 1982
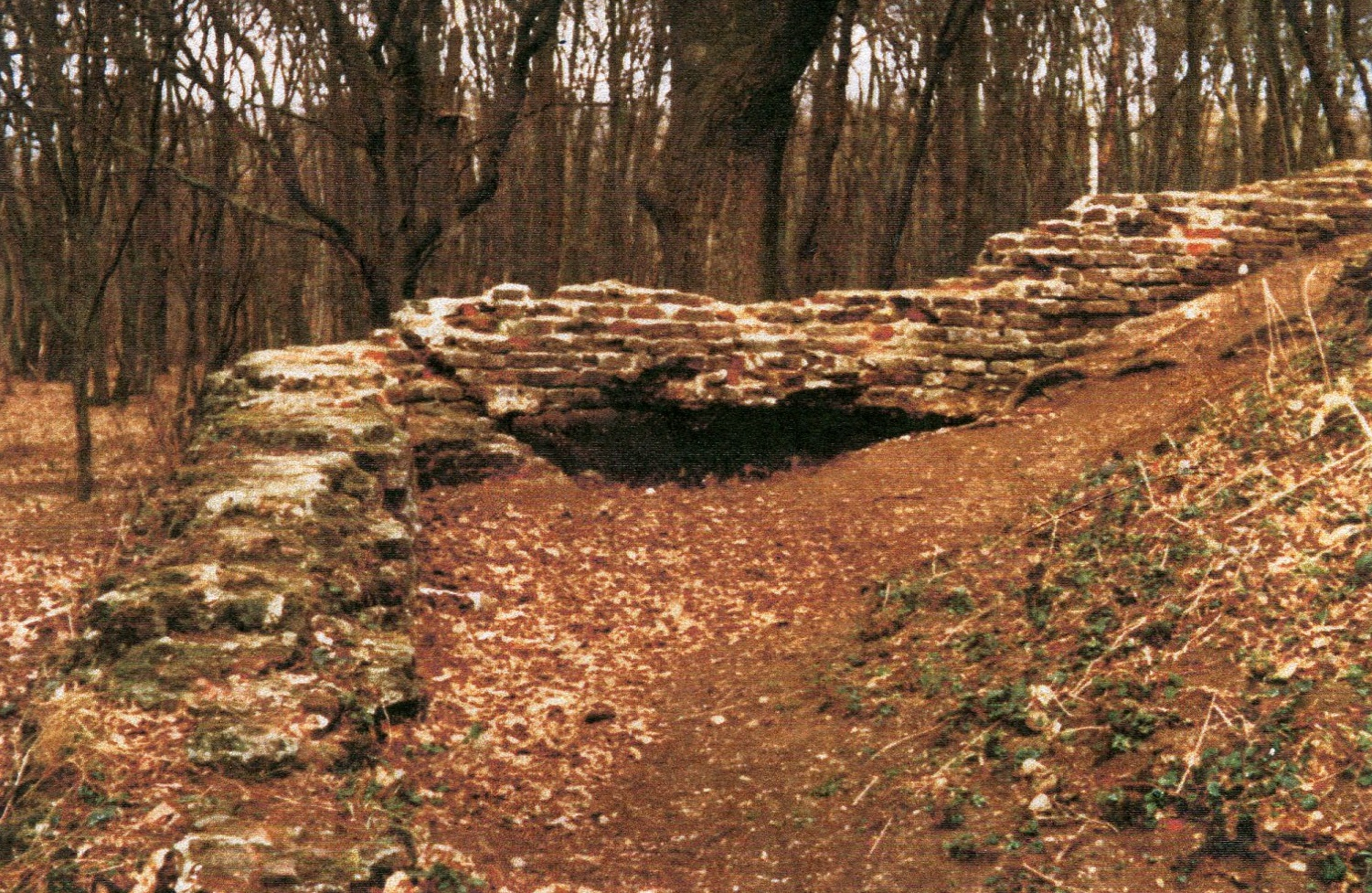
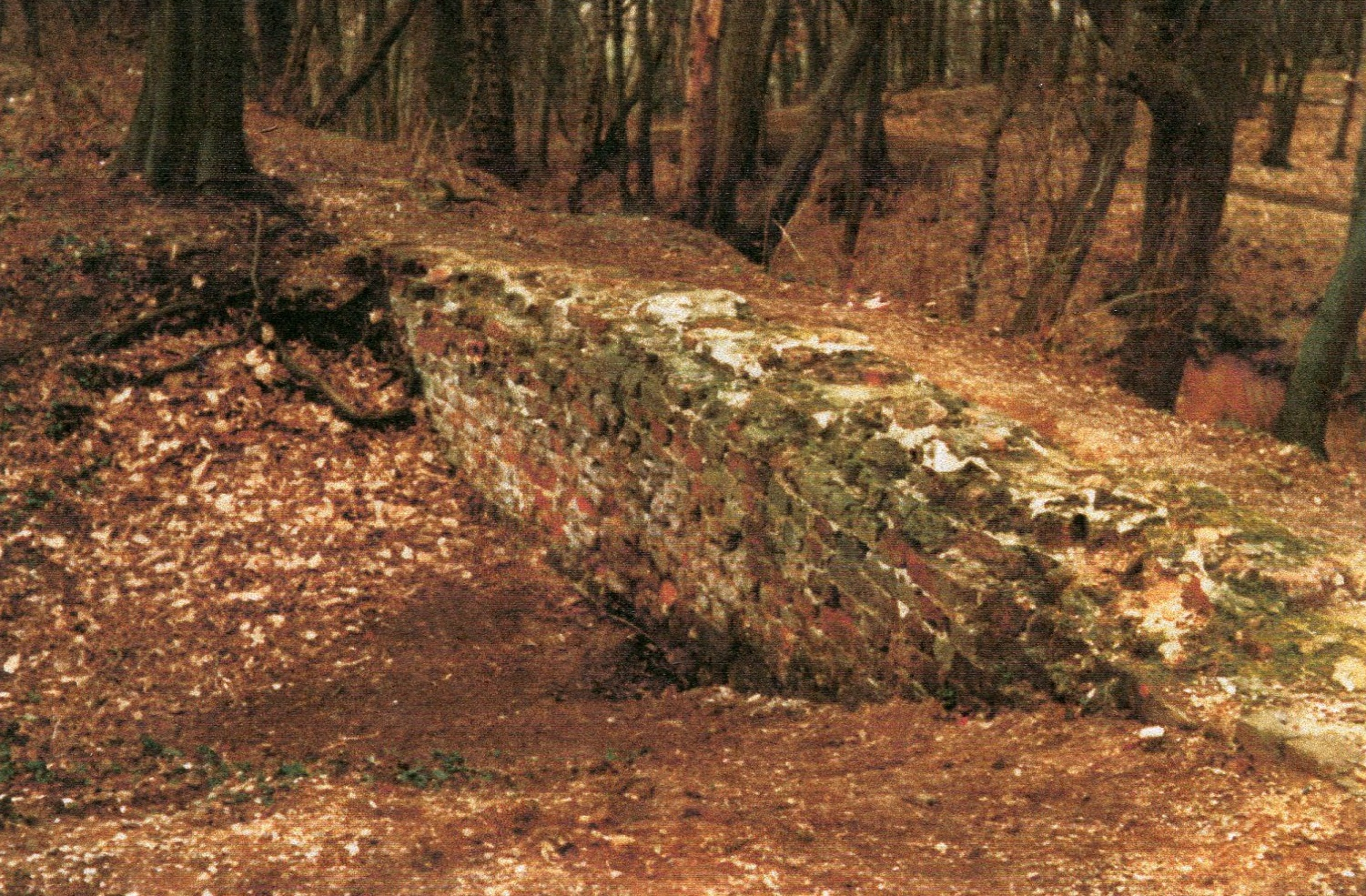

| Jahr     | Besitzer |
| -------- | --- |
| um 1100  | Aufschüttung des Burgberges zur Motte |
| bis 1177 | Die Grafen von Nörvenich/Saffenberg (letzter war Adalbert III.), danach durch Heirat von Tochter Alveradis mit Graf Wilhelm II. von Jülich |
| 1208     | Alveradis (1163–1245) in zweiter Ehe mit Otto II., Graf von Hochstaden, Herr von Wickrath (dessen dritte Ehe) 1170–1249                    |
| um 1341  | Dietrich Pythane von Nörvenich (Amtmann und Raubritter)                                                                                    |
| 1351     | Ritter Reinhard von Vlatten (Amtmann) |
| 1356     | Verwaltungssitz der Amtmänner von Nörvenich                                                                                                |
| 1394     | Amtmann Werner von Vlatten-Merode, Amtssitzverlegung ins „Haus Nörvenich“, Vorgängerbau der Gymnicher Burg, später Schloss Nörvenich       |
| um 1400  | Die Burg wird aufgegeben |
| 1925     | Fundamente freigelegt, heute im Eigentum des Landes Nordrhein-Westfalen                                                                    |

- Reste 1982